# Ian Deans
Ian Deans, né le 16 août 1937 à Kilmarnock en Écosse et décédé le 3 mai 2016 à Hamilton en Ontario, était un politicien canadien. Il a été membre de l'Assemblée législative de l'Ontario avec le Nouveau Parti démocratique de l'Ontario de 1967 à 1979 et membre la Chambre des communes du Canada avec le Nouveau Parti démocratique de 1980 à 1986.